# Пелт
Пелт (нід. Pelt) — муніципалітет у бельгійській провінції Лімбург. Він виник 1 січня 2019 року в результаті злиття муніципалітетів Нерпелт і Оверпелт.